# Znojile, Zagorje ob Savi
Znojile je naselje v Občini Zagorje ob Savi.